# Єнс Людвіг
Єнс Людвіґ (нім. Jens Ludwig; нар. 30 серпня 1977, Фульда, Німеччина) — гітарист і співзасновник німецького павер-метал-гурту Edguy. Єнс відіграв майже всі провідні партії і гітарні соло з моменту створення гурту і є єдиним учасником гурту, з поточного складу, крім Тобіаса Саммета, хто пише пісні. Він також брав участь у проєкті Тобіаса Саммета Avantasia (на альбомах The Metal Opera і The Metal Opera Part II). Він використовує гітару Gibson guitars, підсилювач Marshall і струни Martin Blast.